# 막스와 모리츠

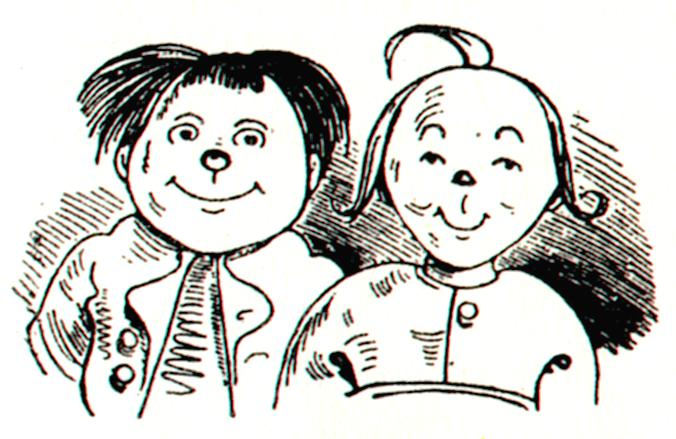
막스(왼쪽)와 모리츠

색상표현으로서의 현대적 버전

막스와 모리츠-7개의 장난으로 된 소년이야기는 독일의 유머 시인이자 작가인 빌헬름 부쉬(Wilhelm Busch)의 그림 이야기이다. 그것은 1865년 10월 말에 처음으로 출판되었고 빌헬름 부쉬의 초기 작품에 속한다. 줄거리 구조에는 빌헬름 부쉬의 후기 작품에서도 반복적으로 나타나는 두드러진 합법성과 실질적인, 기본 패턴 적, 양식적 그리고 미적 효과의 특성을 보여준다. 이 이야기는 가장 많이 팔리는 아동 도서 중 하나이며 300개 언어와 방언으로 번역되었다.

## 내용
화자는 악동 막스와 모리츠의 이름을 소개하며 도덕적 도입으로 이야기를 시작한다. 빌헬름 부쉬는 의도적으로 문법 오류를 사용하여 그의 구절을 생생하게 표현한다.
막스와 모리츠는 과부 볼테의 닭들을 숨 막히게 하고, 교사 렘펠이 가장 아끼는 담뱃대를 폭발시키기도 한다. 또한 재봉사 뵉을 개울에 빠뜨리기도 하며 삼촌 프리츠의 침대에 벌레를 갖다 놓기도 한다. 끊임없는 장난에 의해 마을 사람들은 괴롭힘을 당하지만, 마지막에 막스와 모리츠는 방앗간 기계에 갈려 곡식 낟알이 되는 것으로 이 이야기는 끝이 난다. 빌헬름 부쉬는 이 책을 통하여 권선징악의 교훈을 주고 있다.
장난 장면
- 1. 장난 : 과부 볼트
- 1. 장난 : 과부 볼트의 닭
- 3. 장난 : 마이스터 뵈크(Meister Böck)는 거위에 의해 개울에서 끌려온다
- 3. 장난 : 재봉사 뵉
- 4. 장난 : 교사 렘펠
- 5. 장난 : 삼촌 프리츠
- 6. 장난 : 마스터 베이커
- 폭발
- 과부 볼테의 집.

### 인물
주인공 및 피해자
- 단일 장면
- 단일 장면
- 단일 장면
- 과부 볼테의 입문 초상화
- 재봉사 뵉
- 막스와 모리츠의  컬러 버전의 교사 렘펠
- 파이프 폭발 후 교사 렘펠